# Vitola (artillería)
En las antiguas fábricas de artillería se llamaba vitola a la plantilla de 
hierro o de madera que servía para calibrar las balas de los cañones, haciéndolas pasar al efecto por unos agujeros circulares que tenían marcados todos los calibres. También había vitolas que sólo tenían un agujero.
En los talleres de artillería se llama vitola a una regla de madera en que van marcados los largos de los pernos y otros herrajes, para servir de gobierno al que forja dichas piezas.